# Richard Jecht
Richard Jecht (4. září 1858 Bornstedt u Eislebenu – 25. července 1945 Loschwitz, Drážďany) byl německý historik, filolog, archivář a gymnaziální pedagog, který byl editorem šestisvazkového díla Codex diplomaticus Lusatiae superioris věnovaného historické diplomatice Horní Lužice a autorem dodnes uznávaných monografií a studií o dějinách Zhořelce (Görlitz).

## Život
Richard Christian Philipp Jecht se narodil 4. září 1858 v sasko-anhaltském Bornstedtu u Eislebenu v kraji zvaném Mansfeldsko. Jeho otec byl vysoce postavený důlní a správní úředník. Od roku 1877 studoval Jecht klasickou filologii, germanistiku a historii na Univerzitě Martina Luthera v Halle, kde v roce 1881 získal doktorát z filozofie. V roce 1882 absolvoval státní zkoušky a v letech 1882–1883 byl profesorem na gymnáziu v Gubenu. Od roku 1883 pak působil jako profesor na gymnáziu ve Zhořelci (Görlitz). Po problémech se sluchem, kdy téměř ohluchl na jedno ucho, se svého učitelského povolání musel vzdát. V roce 1888 se stal stálým sekretářem Hornolužické společnosti věd (Oberlausitzische Gesellschaft der Wissenschaften e.V.) a vydavatelem jejího časopisu Neue Lausitzische Magazin. Roku 1889 se oženil s Clarou, roz. Heinius (1864–1926), s níž měl čtyři děti. Od roku 1909 byl čestným členem Dolnolužické společnosti pro antropologii a klasickou filologii a archeologii (Niederlausitzer Gesellschaft für Anthropologie und Altertumskunde). Jecht obýval druhé patro tzv. Barockhausu ve zhořelecké ulici Neißstraße 30, jenž je dodnes sídlem Hornolužické společnosti věd. Jako sekretář a hlavní motor společnosti tu po celý život mohl bydlet, aniž by musel platit nájemné.
Vedle svých aktivit v Hornolužické společnosti věd převzal Jecht vedení Zhořeleckého radního archivu a v roce 1909 publikoval v díle Quellen zur Geschichte der Stadt Görlitz bis 1600 přehled všech středověkých pramenů tohoto archivu. Ještě předtím několik článků o zhořeleckých městských knihách. S vydáním pramenné studie o husitských válkách v Horní Lužici Urkunden des Oberlausitzer Hussitenkrieges a studie o zhořeleckých účetních knihách před rokem 1419 Die ältesten Görlitzer Ratsrechnungen bis 1419 v rámci edice Codex diplomaticus Lusatiae superioris učinil tyto historické prameny přístupnými pro širokou veřejnost. Později následovaly další svazky edice a studie k jednotlivým pramenům. Jecht rozvíjel rozsáhlou publikační činnost věnovanou dějinám Zhořelce a Horní Lužice, jejímž vrcholem jsou díla Allgemeine Geschichte der Stadt Görlitz im Mittelalter, Topographie der Stadt Görlitz a Geschichte des Oberlausitzer Hussitenkrieges. Publikoval rovněž disertaci svého syna Waltera, který padl v první světové válce. V roce 1933 obdržel čestné občanství Zhořelce. Univerzita ve Vratislavi (Breslau) ho jmenovala čestným senátorem.
Richard Jecht patřil k osobám, které zhořelecká radnice nechala na jaře roku 1945 evakuovat před blížící se Rudou armádou. Tehdy se odebral do domu své snachy v Bad Schandau. Zemřel o několik měsíců později 25. července 1945 na následky cévní mozkové příhody v drážďanské čtvrti Loschwitz krátce poté, co se sem na konci války vrátila rodina jeho syna. Pohřben je na městském hřbitově ve Zhořelci (Görlitz).
Jecht se po celý život zajímal také o rodné Mansfeldsko. Jeho zásluhou byl ve slovníku Wörterbuch der Mansfelder Mundart zachycen mansfeldský dialekt a jeho regionální varianty. Vytvořil také gramatické dílo Grammatik der Mansfelder Mundart, které však dosud nebylo publikováno.
Na počest Richarda Jechta byla v dubnu 2013 pojmenována zrekonstruovaná budova Hornolužické společnosti věd, tzv. Barockhaus, oficiálním názvem Richard-Jecht-Haus.

## Bibliografie

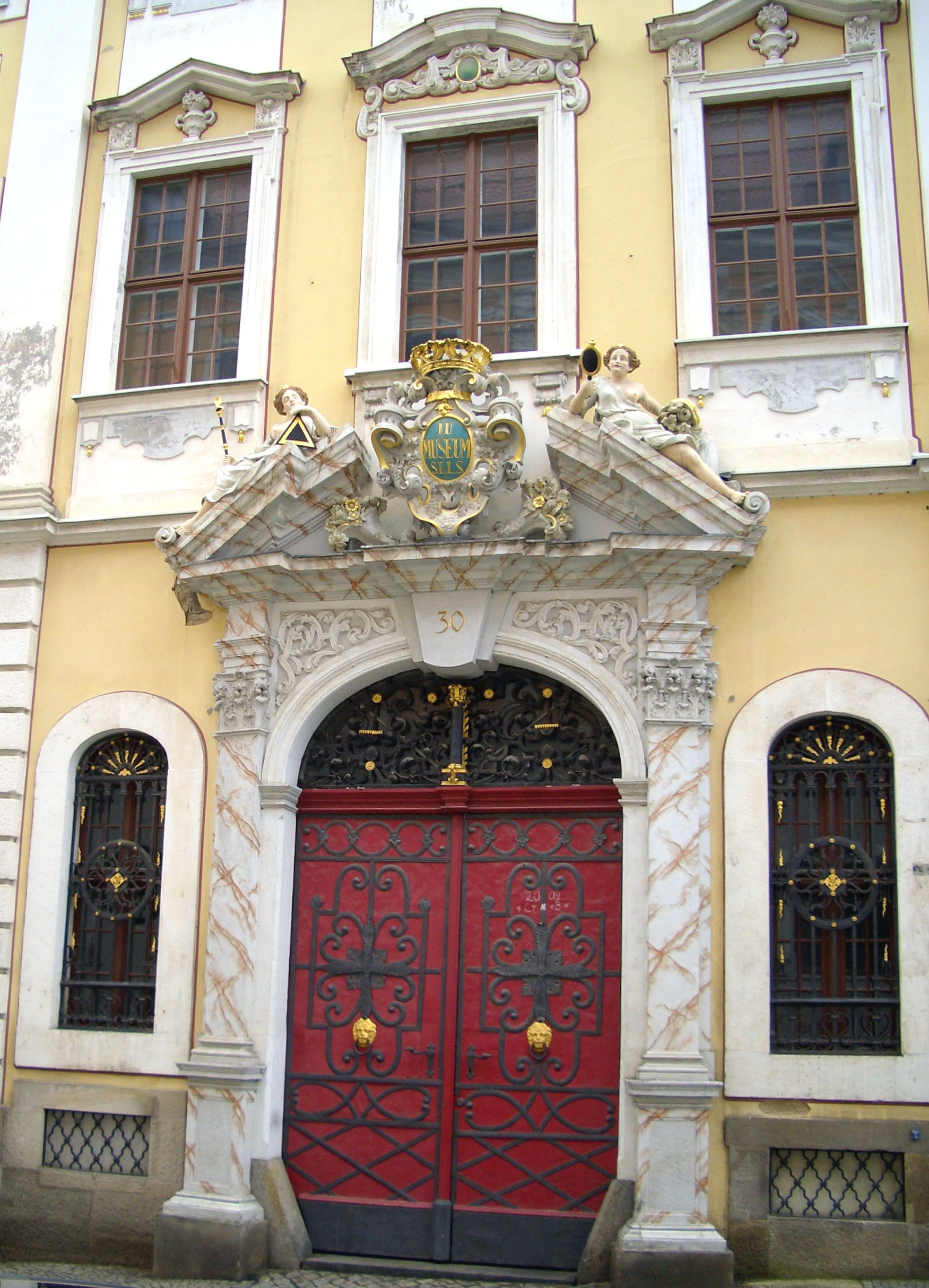
Sídlo Hornolužické společnosti věd v ulici Neißstraße 30 ve Zhořelci (Görlitz)

### Disertace
- De usu particulae ἤδη in Platonis Dialogis qui feruntur. Halis Saxonum, Halle (Saane) 1891. Dostupné online

### Monografie
- Satzungen der Görlitzer Bötcherinnung aus dem 15. Jahrhunderte.Görlitz, 1889.
- Über das älteste Görlitzische Stadtbuch von 1305ff. Görlitz, 1891.
- Fürstliche Besuche in Görlitz. Görlitz, 1893.
- Kurzer Wegweiser durch die Geschichte der Oberlausitzischen Gesellschaft der Wissenschaften zu Görlitz von 1779-1904 : Als Festgabe zum 125. Stiftungsfeste verf. .... Görlitz : Görlitzer Nachrichten u. Anzeiger, 1904. 42 s.
- Quellen zur Geschichte der Stadt Görlitz bis 1600, Görlitz, 1909.
- Görlitz in der Franzosenzeit 1806-1815. Görlitz : Görl. Nachrichten u. Anzeiger, 1913, 222 s.
- Aus der Geschichte der Görlitzer Schützengesellschaft. [s. l.] : [s. n.], Görlitz : Kretschmer, [1914], xvi, 89 s.
- Die wirtschaftlichen Verhältnisse der Stadt Görlitz im ersten Drittel des 19. Jahrhunderts. Görlitz : Magistrat, 1916, iv, 119 s.
- Kriegs- und Feuersnot und ihre Folgen für Görlitzer Bauten : Zur 200jährigen Erinnerg an d. größten Stadtbrand am 31. Juli 1717. 	Görlitz : Görlitzer Nachrichten u. Anzeiger, 1917, 15 s.
- Görlitz bevor es Stadt wurde : Zum 850jähr. Gedächtnisse 11. Dez. 1921. Görlitz : Verlagsanstalt Görlitzer Nachrichten u. Anzeiger, 1921, 15 s.
- Jakob Böhme und Görlitz : Ein Bildwerk. Görlitz : Selbstverlag d. Magistrats - Görlitz : H. Tzschaschel, 1924, 8 s.
- Jakob Böhme : Gedenkgabe d. Stadt Görlitz zu seinem 300jährigen Todestage. Görlitz : Selbstverlag d. Magistrats - Görlitz : E. Remer, 1924, iv, 132 s. (spoluautoři: Curt Adler, Felix Voigt,)
- Entwicklung von Industrie und Handel in der Preussischen Oberlausitz bis zur Mitte des 19. Jahrhunderts. [Görlitz] : [Industrie- u. Handelskammer f. d. preuss. Oberlausitz], [1925], 34 s.
- Das Ratsarchiv der Sechsstadt Görlitz : Kurze Übersicht s. Bestände. [Görlitz] : [Stadtverwaltung], 1926, 11 s.
- Das Ratsarchiv der Sechsstadt Görlitz. Görlitz : Verl. f. Sippenforschg u. Wappenkunde C. A. Starke, 1930, 19 s.
- Görlitz in der Franzosenzeit 1806-1815. 2. Aufl. Görlitz, Demianipl. 23/25 : Görlitzer Nachrichten u. Anzeiger, 1934, 130 s.
- 24 Briefe des Marklissaer Pastors Theophil Arndt nach Guben an den Bürgermeister Matthäus Gablentz 1645-1662. Görlitz, Neißestr. 30 : Sekretariat d. Oberlaus. Ges. d. Wissenschaften, [1934], 19 s.
- Geschichte der Stadt Görlitz. Bd. 1, 1-6., Allgemeine Geschichte der Stadt Görlitz im Mittelalter. Görlitz : Selbstverlag, 1922-1926, 324 s.
- Geschichte der Stadt Görlitz. Bd. 1, 7-12., Topographie der Stadt Görlitz. Görlitz : Selbstverlag, 1927-1934, s. 326–832.
- Ueber den Sorbenfürsten Zistibor und seine angebliche Beziehung zu der Landeskrone und der Limasburg. [s. l.] : [s. n.], [s. a.], 2 l.
- Der Oberlausitzer Hussitenkrieg und das Land der Sechsstädte unter Kaiser Sigmund. Görlitz : Oberlausitzische Gesellschaft der Wissenschaften : H. Tzschaschel, [1911]-1916, I. Teil. 1911. 247 s. -- II. Teil. 1916. S. 250-444.
- Görlitz in der Franzosenzeit 1806-1815. 2. Aufl. Görlitz, Demianipl. 23/25 : Görlitzer Nachrichten u. Anzeiger, 1934, 130 s.
- 24 Briefe des Marklissaer Pastors Theophil Arndt nach Guben an den Bürgermeister Matthäus Gablentz 1645-1662. Görlitz, Neißestr. 30 : Sekretariat d. Oberlaus. Ges. d. Wissenschaften, [1934], 19 s.

### Studie
- Archivalienfund in Görlitz (4 Bücher Steuerlisten und Ratsrechnungen). In: Neues Lausitzisches Magazin, Bd. 66 (1890) s. 299–304. (spoluautor: Hermann Knothe)
- Über die Görlitzer Ratsrechnungen von 1375-1490. In: Neues Lausitzisches Magazin, Bd. 68 (1892) s. 277–284.
- Das zweitälteste Stadtbuch von Görlitz 1342ff. In: Neues Lausitzisches Magazin, Bd. 69 (1893) s. 133–152.
- Das älteste Görlitzer liber actorum 1389-1413. In: Neues Lausitzisches Magazin, Bd. 70 (1894) s. 100–143.
- Ein Wingendorfer Schöppenbuch. In: Neues Lausitzisches Magazin, Bd. 70 (1894) s. 288–289.
- Geschichte von Görlitz bis um die Mitte des 13. Jahrhunderts. In: Neues Lausitzisches Magazin, Bd. 70 (1894) s. 222–250.
- Das sogenannte Dorf Bertelsdorf im suburbio von Görlitz. In: Neues Lausitzisches Magazin, Bd. 70 (1894) s. 150–151.
- Heinrich vom Dorfe. Ein Görlitzer Bürger vor 600 Jahren (um 1280). In: Neues Lausitzisches Magazin, Bd. 70 (1894) s. 153–163.
- Wann weilte, soviel nachweislich, zum ersten Mal ein Hohenzoller in Görlitz? In: Neues Lausitzisches Magazin, Bd. 71 (1895) s. 301.
- Der Burgberg und das Schloß bei Penzig. In: Neues Lausitzisches Magazin, Bd. 71 (1895) s. 300–301.
- Zum Oberlausitzer Zeidlerwesen. In: Neues Lausitzisches Magazin, Bd. 71 (1895) s. 302–303.
- Vermutungen über den Anlaß zur Gründung der Stadt Zittau. In: Neues Lausitzisches Magazin, Bd. 71 (1895) s. 299.
- Wie lassen sich die Görlitzer Geschoßbücher für die einheimische Geschichtsschreibung nutzbar machen? In: Neues Lausitzisches Magazin, Bd. 72 (1896) s. 284–292.
- Die Fehde der Stadt Görlitz mit Gotsche Schaff auf dem Greifensteine 1425 und 1426. In: FS Colmar Grünhagen, s. 101–118.
- Jakob Gottlieb Kloß in seiner Bedeutung für die Oberlausitzer Geschichtsschreibung. In: Neues Lausitzisches Magazin, Bd. 75 (1899) s. 31–57.
- Der älteste liber vocationum der Stadt Görlitz von etwa 1390-1414. In: Neues Lausitzisches Magazin, Bd. 77 (1901) s. 1–25.
- Die drei Görlitzer Münzhäuser und ihre Bewohner. In: Neues Lausitzisches Magazin, Bd. 80 (1904) s. 209–231.
- Geschichte von Bornstedt im Kreise Sangerhausen. In: Mansfelder Blätter, Bd. 20 (1906) s. 1–57.
- Über die in Görlitz vorhandenen Handschriften des Sachsenspiegels und verwandter Rechtsquellen. In: Neues Lausitzisches Magazin, Bd. 82 (1906) s. 223–264.
- Der Zusammenstoß der Brandenburger und Böhmen in der Niederlausitz im Jahre 1461 und seine Veranlassung. In: Niederlausitzer Mitteilungen, Bd. 10 (1907/08).
- Ein Schreiben Georg Emerichs aus Ofen vom Jahre 1478 und das damals gefährdete Waidstapelrecht der Görlitzer. In: Neues Lausitzisches Magazin, Bd. 83 (1907) s. 249–256.
- Geschichtliches zum Schönhof in Görlitz. In: Neues Lausitzisches Magazin, Bd. 84 (1908) s. 134–144.
- Bewegungen der Görlitzer Handwerker gegen die Rat bis 1396. In: Neues Lausitzisches Magazin, Bd. 84 (1908) s. 110–127.
- Görlitzer Acheldemach aus den Jahren 1498-1513. In: Neues Lausitzisches Magazin, Bd. 85 (1909) s. 108–216.
- Die Pflichten eines mittelalterlichen Bürgermeisters. In: Deutsche Geschichtsblätter, Bd. 10 (1909) s. 89–102.
- Benesch von der Duba, Landvogt der Oberlausitz 1369-1389. In: Neues Lausitzisches Magazin, Bd. 86 (1910) s. 103–143.
- Die Grabsteine, Epitaphien und Gedächtnisfahnen in der Görlitzer Klosterkirche. In: Neues Lausitzisches Magazin, Bd. 86 (1910) s. 162–188.
- Der Oberlausitzer Hussitenkrieg und das Land der Sechsstädte unter Kaiser Sigmund. In: Neues Lausitzisches Magazin, Bd. 87 (1911) s. 33–279.
- Der Zug der Hussiten nach der Mark im Jahre 1432. In: Forschungen zur brandenburgischen und preußischen Geschichte, Bd. 25 (1912) s. 29–50.
- Gelutitz ein bis jetzt unbekanntes Dorf in der Vorstadt von Görlitz. In: Neues Lausitzisches Magazin, Bd. 89 (1913) s. 211–213.
- Der Oberlausitzer Hussitenkrieg und das Land der Sechsstädte unter Kaiser Sigmund. In: Neues Lausitzisches Magazin, Bd. 90 (1914) s. 31–146.
- Aus der Geschichte der Görlitzer Schützengesellschaft. In: Neues Lausitzisches Magazin, Bd. 91 (1915) s. 1–110.
- Der Oberlausitzer Hussitenkrieg und das Land der Sechsstädte unter Kaiser Sigmund. In: Neues Lausitzisches Magazin, Bd. 92 (1916) s. 72–151.
- Die Oberlausitzische Geschichtsforschung in und um Görlitz und Lauban, vornehmlich von 1700-1780. In: Neues Lausitzisches Magazin, Bd. 94 (1918) s. 1–160.
- Weitere Forschungen zu den Görlitzer Sachsenrechtshandschriften. In: Neues Lausitzisches Magazin, Bd. 95 (1919) s. 104–107.
- Neues zur Oberlausitzer Grenzurkunde. In: Neues Lausitzisches Magazin, Bd. 95 (1919) s. 63–94.
- Der Übergang der Oberlausitz an die brandenburgischen Askanier. In: Neues Lausitzisches Magazin, Bd. 96 (1920) s. 102–129.
- Erste Erwähnung der Oberlausitz. - Der Gau Besunzane und die urbs Businc sind gleich dem Orte Biesnitz und der Landeskrone. - Wo lag Sciciani? In: Neues Lausitzisches Magazin, Bd. 97 (1921) s. 188–199.
- Über den Sorbenfürsten Zistibor und seine angebliche Beziehung zu der Landeskrone und der Limasburg. In: Neues Lausitzisches Magazin, Bd. 97 (1921) s. 200–202.
- Geschichte der Stadt Görlitz (bis 1319). In: Neues Lausitzisches Magazin, Bd. 99 (1923) s. 1–54.
- Nachträge zu den Oberlausitzer Urkunden Karls IV. In: Neues Lausitzisches Magazin, Bd. 100 (1924) s. 135–140.
- Über den Gau Besunzane. In: Bautzener Geschichtshefte, Bd. 3 (1925) s. 75–78.
- Das Ratsarchiv der Sechsstadt Görlitz. In: Neues Lausitzisches Magazin, Bd. 105 (1929) s. 185–201.
- Die Besitzverhältnisse und die Besitzer der Oberlausitz von 1067-1158. In: Neues Lausitzisches Magazin, Bd. 106 (1930) s. 172–194.
- Zur Geschichte von Liebstein. In: Neues Lausitzisches Magazin, Bd. 106 (1930) s. 29-51.
- Der Jahresanfang in der Görlitzer Kanzlei bis 1550. In: FS Woldemar Lippert, s. 117–124.
- Die Oberlausitz - eine bedeutsame, in sich abgeschlossene Landschaft. In: Oberlausitzer sippenkundliche Beiträge 1, s. 4–10.
- Über Sammlungen und Bearbeitungen Oberlausitzer Urkunden. In: Neues Lausitzisches Magazin, Bd. 115 (1939) p. 101–121.
- Die Oberlausitz und das Konzil von Konstanz. In: Neues Lausitzisches Magazin, Bd. 116 (1940) s. 1–35.
- Karl Gottlob Antons Diplomatische Beiträge. In: Neues Lausitzisches Magazin, Bd. 117 (1941) s. 130–144.
- Laurentius Erenberg, Görlitzer Ratsschreiber von 1425-1436. In: Neues Lausitzisches Magazin, Bd. 117 (1941) s. 1–11.
- Die Fehde der Stadt Görlitz mit Gotsche Schoff auf dem Greiffenstein 1425 und 1426. In: Heimatkalender für den Kreis Görlitz, Bd. 3 (1941).
- Einnahmen und Ausgaben der Stadt Görlitz an Zinsen 1415. In: Neues Lausitzisches Magazin , Bd. 117 (1941) s. 71–93.

### Edice
- Codex diplomaticus Lusatiae superioris. II, Urkunden des Oberlausitzer Hussitenkrieges und der gleichzeitigen die Sechslande angehenden Fechden. Bd. 1, umfassend die Jahre 1419-1428. Görlitz: Oberlausitze Gesellschaft der Wissenschaften, 1896-1899. x, 645 s.
- Codex diplomaticus Lusatiae superioris. II, Urkunden des Oberlausitzer Hussitenkrieges und der gleichzeitigen die Sechslande angehenden Fechden. Bd. 2, umfassend die Jahre 1429-1437 und einen Anhang. Görlitz: Oberlausitze Gesellschaft der Wissenschaften, 1900-1903. 745 s.
- Codex diplomaticus Lusatiae superioris enthaltend die ältesten Görlitzer Ratsrechnungen bis 1419. Bd.3., Heft 1. Jahre 1375 (1337) bis 1391. Görlitz: Selbstverlag der Oberlausitzischen Gesellschaft der Wissenschaften, 1905. x, 184 s.
- Codex diplomaticus Lusatiae superioris enthaltend die ältesten Görlitzer Ratsrechnungen bis 1419. Bd 3., Heft 2. Jahre 1391 bis 1399. Görlitz: Selbstverlag der Oberlausitzischen Gesellschaft der Wissenschaften, 1906. s. 185-328.
- Codex diplomaticus Lusatiae superioris enthaltend die ältesten Görlitzer Ratsrechnungen bis 1419. Bd. 3., Heft 3. Jahre 1399 bis 1406. Görlitz: Selbstverlag der Oberlausitzischen Gesellschaft der Wissenschaften, 1907. s. 329-504.
- Codex diplomaticus Lusatiae superioris enthaltend die ältesten Görlitzer Ratsrechnungen bis 1419. Bd. 3., Heft 4. Jahre 1406 bis 1413. Görlitz: Selbstverlag der Oberlausitzischen Gesellschaft der Wissenschaften, 1908. s. 505-664.
- Codex diplomaticus Lusatiae superioris enthaltend die ältesten Görlitzer Ratsrechnungen bis 1419. Bd. 3., Heft 5. Jahre 1413 bis 1419. Görlitz: Selbstverlag der Oberlausitzischen Gesellschaft der Wissenschaften, 1909. s. 665-786.
- Codex diplomaticus Lusatiae superioris enthaltend die ältesten Görlitzer Ratsrechnungen bis 1419. Bd. 3., Heft 6. Register zu Heft 1-5. Görlitz: Selbstverlag der Oberlausitzischen Gesellschaft der Wissenschaften, 1910. s. 788-897.
- Codex diplomaticus Lusatiae superioris umfassend die Oberlausitzer Urkunden unter König Albrecht II. und Ladislaus Posthumus. Bd. 4., Heft 1. 1437-1442. Görlitz: Selbstverlag der Oberlausitzischen Gesellschaft der Wissenschaften, 1911. 224 s.
- Codex diplomaticus Lusatiae superioris umfassend die Oberlausitzer Urkunden unter König Albrecht II. und Ladislaus Posthumus. Bd. 4., Heft 2. 1442-1448. Görlitz: Selbstverlag der Oberlausitzischen Gesellschaft der Wissenschaften, 1913. s. 225-512.
- Codex diplomaticus Lusatiae superioris umfassend die Oberlausitzer Urkunden unter König Albrecht II. und Ladislaus Posthumus. Bd. 4., Heft 3. 1448-1452. Görlitz: Selbstverlag der Oberlausitzischen Gesellschaft der Wissenschaften, 1916. s. 513-736.
- Codex diplomaticus Lusatiae superioris umfassend Die Görlitzer Bürgerrechtslisten 1379-1600. Bd. 5. Görlitz: Selbstverlag der Oberlausitzischen Gesellschaft der Wissenschaften, 1928. 273 s.
- Codex diplomaticus Lusatiae superioris umfassend die Oberlausitzer Urkunden unter König Georg Podjebrad. 1458-1463. Görlitz: Selbstverlag der Oberlausitzischen Gesellschaft der Wissenschaften, 1931. 345 s.

### Učebnice
- Heimatkunde für das Gymnasium Augustum der Stadt Görlitz. Görlitz, 1901 (spoluautoři: Bernhard Schmidt, Alwin Wetzold)
- Heimatkunde für das Gymnasium Augustum der Stadt Görlitz. Görlitz, 1902 (spoluautoři: Bernhard Schmidt, Alwin Wetzold)

### Jazykověda
- Worterbuch Der Mansfelder Mundart. Forgotten Books, 2018, 142 s. ISBN 978-1391017853.

### Korespondence
- Ich bin mit ganzer Seele ein Oberlausitzer Partikularist: Der Briefwechsel zwischen Hermann Knothe und Richard Jecht 1888–1903. Příprava vydání Steffen Menzel. Görlitz: Selbstverlag der Oberlausitzischen Gesellschaft der Wissenschaften e.V., 2021. 508 s. (Beihefte zum Neuen Lausitzischen Magazin; Bd. 24). ISBN 978-3-9819612-6-3. (německy)